# 103P/Hartley
103P/Hartley (Hartley 2) – niewielka kometa krótkookresowa, należąca do komet rodziny Jowisza. 

## Odkrycie
Kometa została odkryta 15 marca 1986 roku za pomocą UK Schmidt Telescope w Obserwatorium Siding Spring w Australii przez Malcolma Hartleya. Była obserwowana również w czasie kolejnych przelotów w pobliżu Słońca w latach 1991 i 1997.

## Orbita komety
Orbita komety ma kształt elipsy o mimośrodzie 0,69. Jej peryhelium znajduje się w odległości 1,06 j.a., aphelium zaś 5,89 j.a. od Słońca. Jej okres obiegu wokół Słońca wynosi 6,48 roku, nachylenie do ekliptyki ma wartość 13,60˚. Ponieważ w swym ruchu orbitalnym kometa 103P/Hartley zbliża się do orbity naszej planety, należy do obiektów NEO.

## Właściwości fizyczne
Jądro komety ma wydłużony kształt i rozmiary 1,5-2,2 km i rotuje w czasie ok. 18,1 godzin. Powierzchnia jądra jest bardzo ciemna, jej albedo wynosi nieco mniej niż 0,03. Jego masa to ok. 3×1011 kg.
Badania tej komety prowadzone w 2011 roku dowiodły, że kometa 103P/Hartley zawiera wodę o niemal identycznym stosunku deuteru do wodoru jak woda występująca w ziemskich oceanach (1:6400). Jest to pierwszy taki znany przypadek.

## Badania bezpośrednie
Ponieważ po wykonaniu misji sondy Deep Impact okazało się, że w dalszym ciągu może ona pracować, Amerykańska Agencja do Badań Kosmicznych, należąca do NASA, zdecydowała o przedłużeniu misji sondy i skierowaniu jej w kierunku komety 103P/Hartley.
4 listopada 2010 roku sonda (misję tę nazywa się EPOXI) przeleciała w pobliżu jądra komety znajdującej się wtedy w odległości 0,291 j.a. od Ziemi. Sonda zbliżyła się do niego na odległość 700 km. Wśród celów naukowych przed sondą było stworzenie mapy erupcji gazów na powierzchni 1,6 km jądra komety oraz śledzenie tych gazów w trakcie jego obrotu. Prowadzone były również obserwacje w podczerwieni gazów w wewnętrznej części komy, badanie zmian jasności i barwy powierzchni, wykonane zostały dokładne mapy temperatury powierzchni oraz przeprowadzono analizy składu chemicznego obiektu.
Osiemnastego listopada zaprezentowano obrazy wykonane za pomocą kamery wysokiej rozdzielczości (HRI), na których zaobserwowano chmurę odłamków lodu wodnego i śniegu otaczającą jądro komety, wielkości do 25 cm. Naukowcy określili ją jako „burza śnieżna”. Jest to pierwsza kometa wokół której zarejestrowano takie zjawisko. Operatorzy sondy zarejestrowali dziewięć zakłóceń ruchu i położenia sondy, które mogłoby być spowodowane zderzeniami z drobinami lodowymi o masie około 0,2 miligrama.
Od 29 października do 1 listopada szwedzki satelita Odin badał, w zakresie fal submilimetrowych, rozkład wody wokół jądra komety. Na podstawie obserwacji oszacowano, że produkcja wody wynosi od 180 do 300 kg na sekundę i ulega dużym wahaniom, najprawdopodobniej związanym z rotacją kometarnego jądra.

## Obserwacje na niebie 2010
Na niebie kometa widoczna była gołym okiem jako mała mgiełka (październik, listopad 2010). Przez lornetkę znacząco można było poprawić możliwość jej obserwacji. W okresie najlepszej widoczności kometa przesuwała się na tle gwiazdozbiorów Perseusza, Woźnicy, Bliźniąt i Małego Psa.